# 斯普林代爾鎮區 (明尼蘇達州雷德伍德縣)
斯普林代爾鎮區（英語：Springdale Township）是位於美國明尼蘇達州雷德伍德縣的一個行政鎮區。

## 歷史
斯普林代爾鎮區於1873年成立，得名自當地的泉水和山谷。

## 地方資料
斯普林代爾鎮區的面積為92.80平方千米，當中陸地面積為92.60平方千米，而水域面積為0.20平方千米。根據2020年美國人口普查的數據，當地共有人口191人，而人口密度為每平方千米2.06人。